# Midden-Groningen

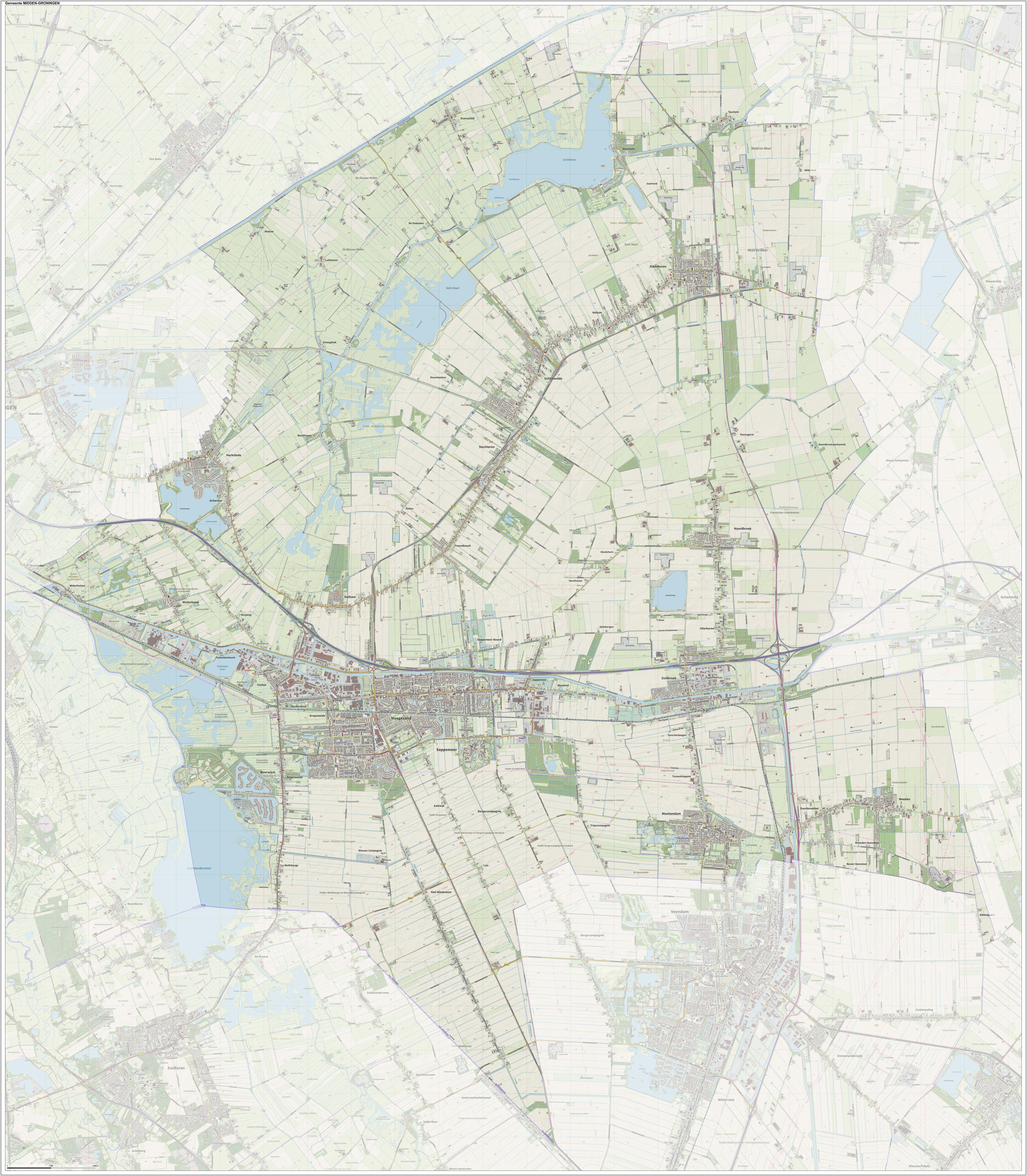
Karta

Midden-Groningen är en kommun i provinsen Groningen i Nederländerna. Kommunens totala area är 313,51 km² (där 14,02 är vatten) och invånarantalet är på ungefär 61 000 (2018).